# Wrocławska Stocznia Rzeczna
Wrocławska Stocznia Rzeczna (Wasserbaugehoft Wilhelmsruh, stocznia rzeczna Zacisze) – zakład przemysłowy specjalizujący się w budowie śródlądowych jednostek pływających, położony we Wrocławiu, przy ulicy Kwidzyńskiej 2 na osiedlu Kowale. Przedsiębiorstwo zlokalizowane jest przy Kanale Żeglugowym, powyżej Śluzy Zacisze i Mostów Jagiellońskich. Stocznia, jako odrębne przedsiębiorstwo, funkcjonowała do 1996 roku. Po jej likwidacji, znaczna część terenu wraz z zabudową została zaadaptowana na inną działalność gospodarczą. Obecnie na części terenu prowadzona jest działalność stoczniowa przez spółkę z o.o. ODRATRANS-STOCZNIA.
Stocznia posiada własny basen portowy do którego wejście położone jest na prawym brzegu kanału. W stoczni tej oprócz jednostek śródlądowych, budowano także niewielkie statki morskie, lub ich kadłuby, spławiane następnie Odrzańską Drogą Wodną do Szczecina lub niemieckich dróg wodny i dalej do odbiorcy końcowego.

## Historia
Stocznia powstała w latach 1928–1930. Wybudowano tu między innymi suchy dok. Przed II wojną światową istniał tu prywatny zakład, w latach 1939–1945 produkujący części do niemieckich okrętów podwodnych oraz remontujący tabor śródlądowy. W okresie 1945–1946 teren wykorzystywała armia radziecka. Po przejęciu stoczni przez polską administrację, początkowo stocznia remontowała wraki jednostek wydobytych z rzeki Odra i jej kanałów. W okresie centralizacji państwa stocznia podlegała Państwowemu Przedsiębiorstwu Stocznie Rzeczne oraz Centralnemu Zarządowi Żeglugi Śródlądowej i Stoczni.
W stoczni budowano między innymi: barki motorowe BM-500, BM-600, pchacze Bawół I